# Para (theater)
Para is een monoloog, geschreven door David Van Reybrouck, vertolkt door Bruno Vanden Broecke in een regie van Raven Ruëll voor de Koninklijke Vlaamse Schouwburg. De voorstelling ging in première in december 2016 en werd goed onthaald. Vanden Broecke wordt de 'koning van de monoloog' genoemd en werd voor deze monoloog in 2018 gelauwerd met de Louis d'Or-toneelprijs.
In het stuk blikt een militair terug op zijn missie in Somalië waarbij de wandaden van Belgische paracommando's niet onbesproken blijven. Para geldt als vervolg op Missie waarin een witte pater achter een katheder in een sober decor zijn verhaal doet met veel zwarte humor en ontroering. Samen met Die Siel van die mier uit 2007 vormen deze drie stukken een theatertrilogie over Afrika.